# Деташе
Деташе́ (фр. détaché, от détacher — отделять) — разновидность приёма исполнения на струнных смычковых инструментах (скрипке, виолончели и др.). В отличие от приёма легато, где на одно движение смычка по струне исполняется несколько нот, исполнитель извлекает каждую ноту отдельным движением смычка, без отрыва от струны, меняя его направление (détacher).
Существует несколько способов артикуляции при игре на смычковых инструментах, в основе которых лежит приём détaché, — cant detaché (певучее деташе), marcato («толчок» в начале ноты с последующим инерционным ослаблением скорости смычка), martelé (то же, что и маркато, только с нажимом указательного пальца на смычок в начале ноты) и т. д.
Термин «деташе» обозначает также приём игры на баяне, аккордеоне, гармони, при котором мех меняется на каждой ноте. В игре на духовых музыкальных инструментах «деташе» означает отдельную твёрдую атаку каждого звука.